# Onthophagus maculatus
Onthophagus maculatus là một loài bọ cánh cứng trong họ Bọ hung (Scarabaeidae).